# SESAC
Society of European Stage Authors & Composers ou pela sigla SESAC, é a menor instituição de organização dos direitos autorais da música dos Estados Unidos.